# ARO 26 CN
ARO 26 CN era un SUV care trebuia să înlocuiască modelul ARO 24. Primul prototip a fost creat și prezentat în 1988.
În 1993, la Centrul de Studii ARO a fost reluată ideea creării unui nou model de ARO, fondurile fiind asigurate de Ministerul Cercetării. Denumit ARO 26, prototipul acestui vehicul de teren, al cărui model a fost realizat pe computer, a fost o continuare a proiectului ARO CN. Potrivit declarațiilor managerului de atunci, Sorin Olteanu, mașina era în pregătire și urma să fie lansată în vara anului 1998, în funcție de posibilitățile de finanțare, dar acest lucru nu s-a întâmplat din motive incerte.
Toate prototipurile au fost distruse, mai există doar o matriță la scară 1:1 din care au fost realizate panourile caroseriei, care este expusă la Muzeul Automobilului Românesc din Câmpulung.